# Kiyoji Ōtsuji
Kiyoji Ōtsuji (大辻 清司, Ōtsuji Kiyoji), né le 27 juillet 1923 et décédé le 19 décembre 2001, est un photographe japonais.